# Гоннаріо I Арборейський
Гоннаріо I Коміта (італ. Gonnario Comita; д/н — 1038) — перший відомий правитель Арборейського і Торреського юдикатів. Вів запеклі війни з мусульманами з Аль-Андалуса.

## Життєпис
Походив з династії Лакон-Гунале. Про його батьків обмаль відомостей. Відомо, що спочатку був юдиком Торресу, а потім, ймовірно завдяки шлюбу на Токоді, близько 1000 року став юдиком Арбореї. Багато зробив для захисту західної Сардинії від нападів мусульманських піратів з Балеарських островів та Магрибу.
У 1015 році стикнувся з загрозою з боку Муджахіда аль-Амірі, еміра Денійської тайфи. Гоннаріо I для протидії останньому утворив коаліцію з Салусіо, юдиком Кальярі, Генуєю та Пізою. Це дозволило у морській битві завдати мусульманам поразки. У 1016 році війська аль-Амірі висадилися на півночі Сардинії — в області Логудоро (частині Торреського юдикату), що належав Гоннаріо I зазнав поразки, відступивши на південь. Тут у гірській частині намагався продовжувати опір. До кінця року спільно з Салусіо, юдиком Кальярі, Генуєю і Пізою завдав поразки аль-Амірі.
В подальшому Гоннаріо I продовжив боротьбу з аль-Амірі, який не полишив спроб підкорити Сардинію. У 1022 році спільно з Кальярським юдикатом, Генуєю і Пізою завдав поразки мусульманам. 1024 року самостійно відбив спробу аль-Амірі захопити північ Сардинії. 1025 році Гоннаріо I долучився до коаліції графів Барселони, Провансу, Кальярського юдикату, Генуї, Пізи, Неаполітанського дукату, спрямованого проти Денійської тайфи.
У 1033 році спільно з союзникам відбив нову спробу вторгнення флоту аль-Амірі до Сардинії. Загроза з боку Денійської тайфи частково зникла у 1035 році. Сам Гоннаріо I помер 1038 року. Йому спадкував син Торхіторіо Баризон.